# ドーパミン自己受容体
ドーパミン自己受容体（ドーパミンじこじゅようたい、英: dopamine autoreceptor）は、神経細胞の細胞体樹状突起の終末に存在する。神経細胞が分泌したドーパミンのシナプス間隙で一定濃度以上になると、容量神経伝達によって、ドーパミンが自己受容体を刺激する。これにより、一種のフィードバック (Negative Feedback: NF) がかかり、軸索終末からのドーパミンの放出を阻害する。異なる神経間のシナプスを介した興奮の伝達は、様々な機構により制御されているが、これも制御機構の一つである。
スルピリド（ドグマチール）は、ドーパミン遮断作用があるが、低容量では、自己受容体を遮断し、負のフィードバック機構を抑制することによって、ドーパミンの放出抑制を抑制し、シナプス間隙のドーパミン濃度を上昇させ、抗うつ効果を発揮するとされている。

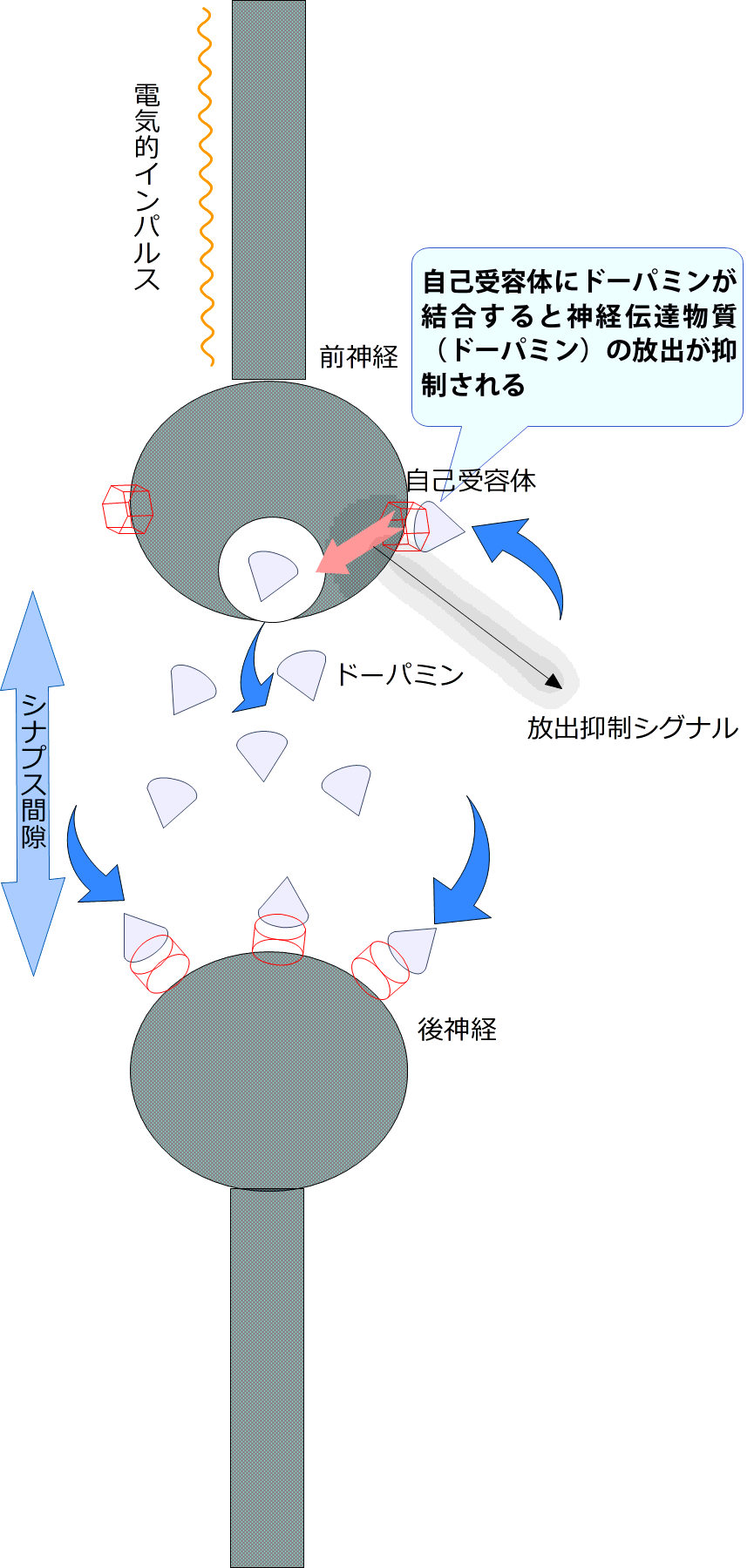
negative feedback